# Passer hemileucus
Passer hemileucus é uma espécie de pardal. É endêmica da ilha de Abdalcuria, no arquipélago de Socotorá, no Iêmen.

## Descrição
Possui tamanho entre treze e quatorze centímetros. O macho é castanho, com a parte de cima do corpo é cinza, com listras nas costas, com o supercílio de cor castanha, se aproximando das penas auriculares com curvas escuras. A parte de cima da asa varia do escuro ao marrom, com linhas castanhas, com riscos cinzentos no meio. A fêmea é ligeiramente menor e com o marrom pálido substituindo o castanho. Se assemelha com o pardal-de-socotra, mas é um pouco menor e mais claro. Seu pio é representado pela onomatopeia "chip", "jup" e "chi-chip".

## Comportamento natural
Já foram observados grupos com mais de cem pássaros. A espécie é encontrada em vegetações em fortes de montanha de calcário. Se alimenta de sementes de relva e de pequenas plantas e toda água obtida na sua vida provém de sua dieta. A estimativa é de que existem mil indivíduos. Não realiza migração.